# Пневматична машина

Пневматичний привод у роботі

Пневматична машина — машина, що приводиться в дію стиснутим повітрям.
Наприклад, пневматична відсаджувальна машина, пневматичний вібратор, перемішувач, установки для барботування, пневмопривод тощо.